# Puente de Skarnsund
El puente de Skarnsund (en noruego: Skarnsundet bru o Skarnsundbrua) es un puente atirantado de Noruega, de hormigón, que cruza el Skarnsund (estrecho de Skarn), en el condado de Trøndelag, en Inderøy. Cuando fue terminado en 1991, sustituyó al ferry Vangshylla–Kjerringvik y permitió a las comunidades en Mosvik y Leksvik tener un acceso más fácil a las zonas centrales de Innherred. El puente es el único cruce carretero sobre el fiordo de Trondheim, y se encuentra en la carretera condal 755.
Con un vano central de 530 m, es el puente atirantado más largo de Noruega y el 31.º más largo del mundo (en octubre de 2014). Fue el puente más largo de su tipo en el mundo durante dos años (fue superado por el puente de Yangpu de Shanghái). Las dos torres de 152 m de altura se encuentran en Kjerringvik, en Mosvik, en el lado oeste, y en Vangshylla, en Inderøy, en el lado este. Tras la inauguración, durante un periodo de diecisiete años será de peaje, necesarios para financiar el 30% de la inversión de 200 millones de coronas noruegas. En 2007, el puente fue catalogado como patrimonio cultural.

## Antecedentes
Mosvik es un municipio en la península de Fosen y parte del condado de Trøndelag. El primer transporte automotor desde Mosvik a la zona más poblada de Innherred comenzó en 1958, cuando la empresa de transbordadores Innherredsferja comenzó la ruta Levanger–Hokstad–Vangshylla–Kjerringvik–Venneshamn. En 1964, se abrió la carretera entre Kjerringvik y Vennesham, ambas en Mosvik, y se compró un nuevo ferry, estableciéndose el Ferry Vangshylla-Kjerringvik.
El ferry, y posteriormente el puente, se encuentra en la parte más angosta del Skarnsundet, entre las localidades de Kjerringvik y Vangshylla. Además de a Mosvik, el puente también provee acceso al municipio mayor de Leksvik, más lejos a lo largo del fiordo. El puente es el único que cruza el fiordo de Trondheims.

## Historia

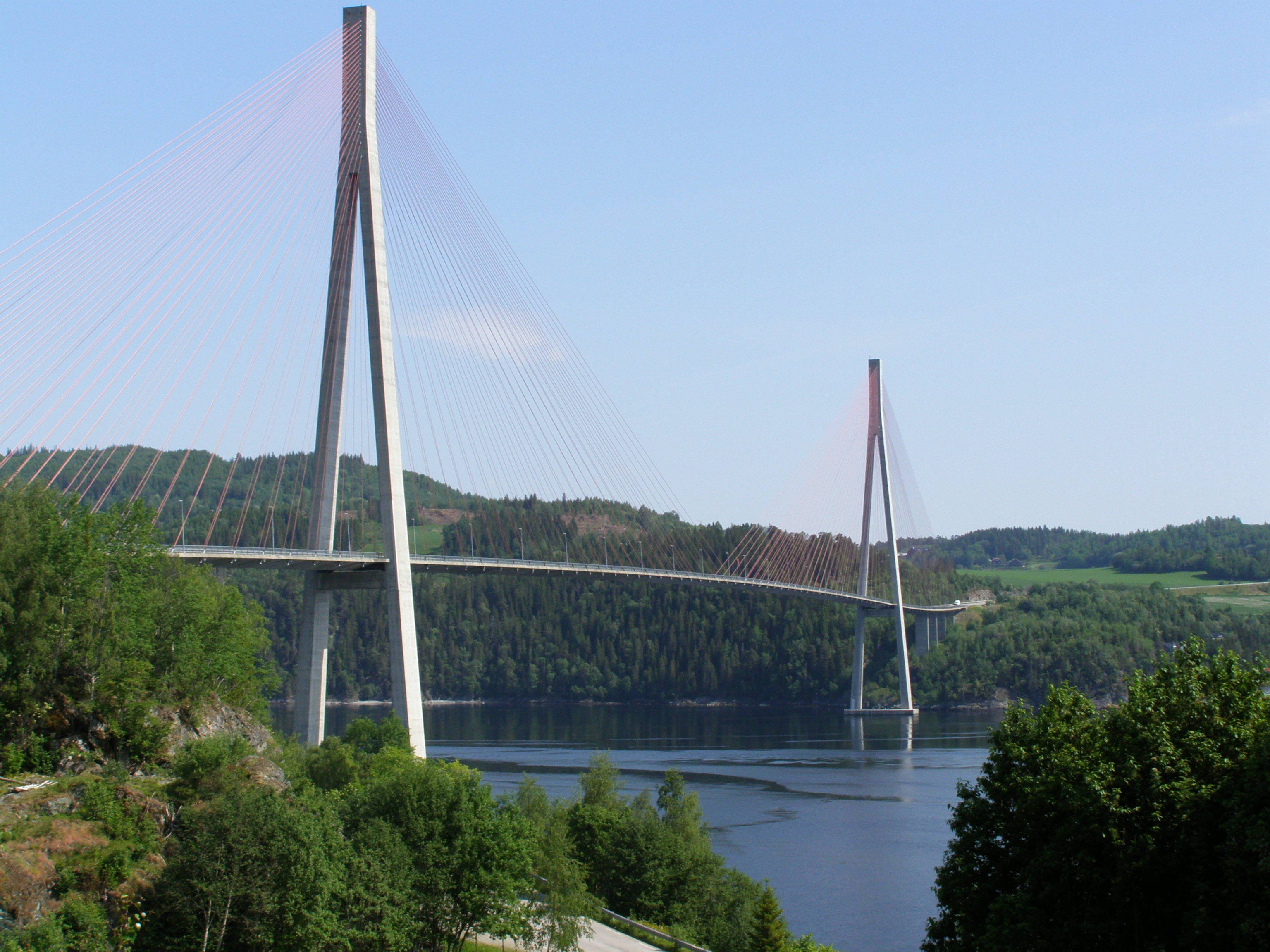
El puente visto desde el lado de Mosvik

El primer encuentro entre representantes de los intereses comerciales y de políticos locales para establecer un puente se hizo en 1972. En 1983, se formalizó la creación de la empresa AS Skarnsundsbrua para financiar la construcción. El Parlamento de Noruega aprobó los planes en 1986, y la construcción comenzó dos años más tarde. El contratista principal fue Aker; y después de que se terminó el puente, el mantenimiento fue asumido por Administración de Carreteras Públicas de Nord-Trøndelag (Statens vegvesen). El puente costó 200 millones de coronas noruegas. El puente fue inaugurado por el rey Harald V, el 19 de diciembre de 1991, después de haber tomado el último ferry a través del fiordo. Un monumento, la Piedra del rey, con la firma del rey, se encuentra en el área de descanso en el lado de Mosvik.
Tras la apertura, el puente ganó varios premios: Betongtavlen (1992); Beautiful Roads Award (1994); y el premio internacional FIP Award (1994). En 2008, la Dirección Noruega para el Patrimonio Cultural Nacional listó el puente como patrimonio cultural protegido. En 2010, el puente quedó en segundo lugar en un concurso realizado por Teknisk Ukeblad para declarar el puente de carretera más hermoso de Noruega.

## Especificaciones

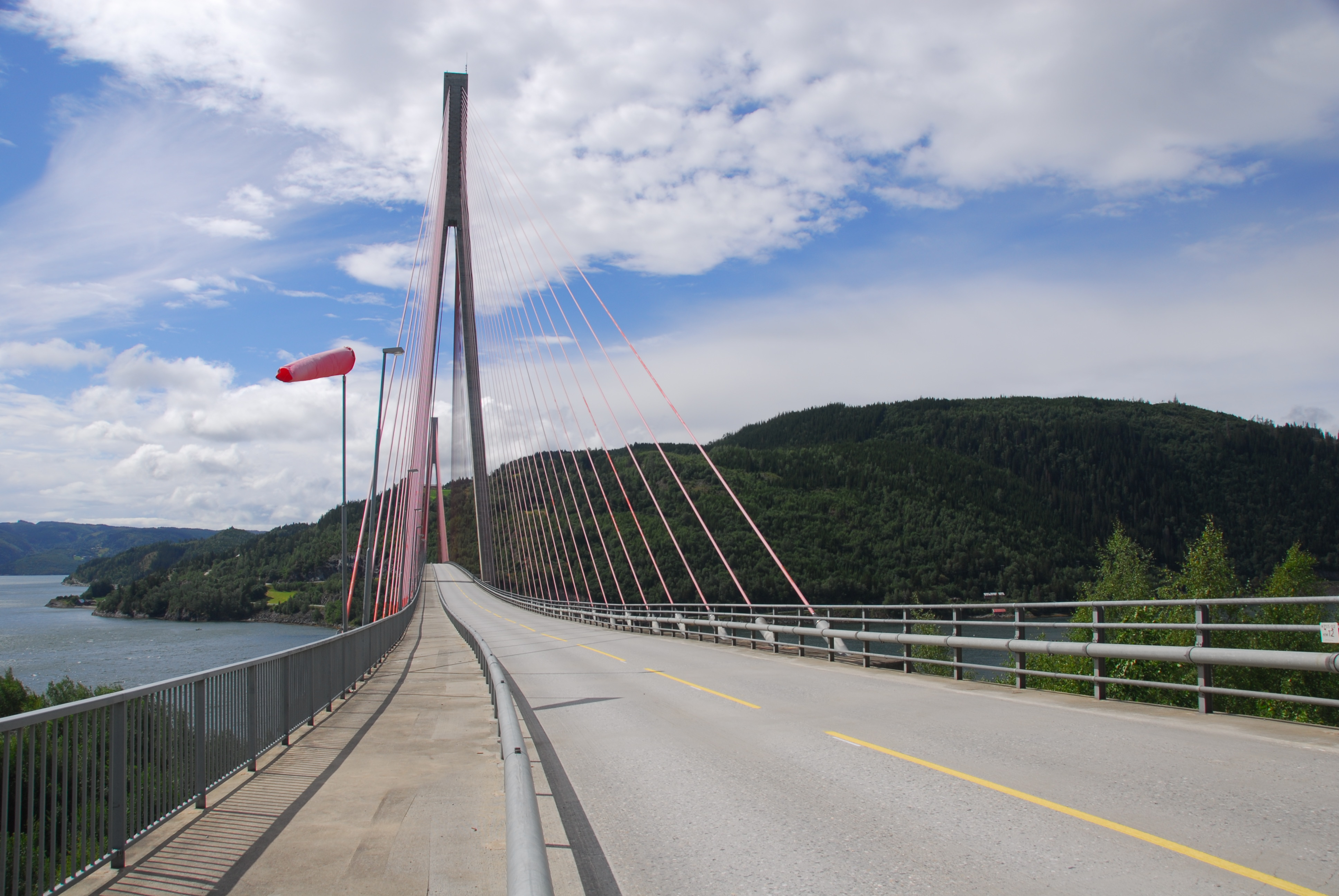
El puente mirando al oeste

El puente es uno de los puentes atirantados más largos del mundo, con una longitud de 1010 m. El vano central tiene 530 m y las dos torres 152 m sobre el nivel del mar. El tablero tiene un espesor de 2,15 m y 13 m de anchura, con dos carriles para automóviles y uno para peatones y bicicletas. Es el tramo atirantado de hormigón más largo. El gálibo del puente es de 45 m. El puente era, en el momento de su conclusión, el puente atirantado más largo del mundo por la longitud del tramo principal, pero desde entonces ha perdido el título.
Los trabajos de construcción original también supusieron 1,60 km de carretera nueva, incluyendo un lugar de descanso en el lado de Mosvik. En la construcción del puente, fueron utilizados 530 m³ de hormigón y 208 cables, con una longitud total de 33 km, que pesaban 1030 t. Los cables tienen diámetros que varían entre 52−85 mm y pueden, si es necesario, ser sustituidos por separado. Los cimientos del puente se sitúan en la roca madre debajo del lecho marino bajo cada torre. El puente fue construido para soportar vientos de hasta 48,5 m/s (tormentas del siglo) y ha sido diseñado para resistir terremotos.

## Financiación
El cobro de peajes comenzó el día después de la apertura, y se prolongó hasta el 24 de mayo de 2007. El 70% del coste iba a ser cubierta por el Estado, y el 30% a través de las tarifas de peaje. La deuda fue prestada por la empresa privada, a la que se le dio una concesión para operar una estación de peaje en el lado de Inderøy. Incluyendo los intereses, se recaudaron 80 millones de coronas noruegas, y el puente se pagó tres años antes de lo previsto. La empresa con sede en Vanvikan fue disuelta tras el cierre del peaje. Hasta sólo unos pocos años antes de su clausura, era la única plaza de peaje en Nord-Trøndelag. Hubo varios aumentos de precios durante el período de peaje. El puente era libre para los peatones y los ciclistas, pero todos los vehículos de motor debían de pagar, a pesar de los descuentos disponibles para los viajeros frecuentes. El peaje era operado por personal, y no hizo uso del Autopass, como muchos otros peajes.
| Predecesor: Puente Alex Fraser (Delta, Columbia Británica) | Puente atirantado más largo del mundo 1991-1993 | Sucesor: Puente de Yangpu (Shanghái) |